# Steatoda moesta
Steatoda moesta är en spindelart som först beskrevs av O. Pickard-Cambridge 1896.  Steatoda moesta ingår i släktet vaxspindlar, och familjen klotspindlar. Inga underarter finns listade i Catalogue of Life.